# دیانا حداد
دیانا حداد (عربی: ديانا جوزيف فؤاد حداد؛ زاده ۱ اکتبر ۱۹۷۶) یک خواننده و مجری تلویزیون اهل لبنان است؛ که عمدتاً به عنوان دیانا حداد شناخته شده‌است. او یکی از محبوب‌ترین و موفق‌ترین خوانندگان جهان عرب از اواخر دهه ۱۹۹۰ بوده‌است. او با اولین آهنگ خود در سال ۱۹۹۶ به نام ساکن، یک رکورد شکنی کرد. دیانا حداد اولین بار در سال ۱۹۹۳ به شهرت رسید در زمانی که او فقط ۱۶ سال داشت.

## زندگی‌نامه

### آغاز زندگی و نوجوانی
دیانا حداد از یک پدر مسیحی به نام جوزف و مادری مسلمان به نام مونا حداد متولد شده‌است. محل تولد او روستایی به نام بصالیم در غرب لبنان است. هنوز با آب و هوای زادگاهش اخت نشده بود که خانواده اش تصمیم گرفتند برای کسب شرایط بهتر زندگی به کویت مهاجرت کنند. دیانا کودکی و نوجوانی خویش را تا زمان جنگ خلیج فارس در سال ۱۹۹۰ و بازگشت دوباره به وطن در کویت گذراند و تحصیلات خود را هم در آنجا تکمیل کرد.

### موفقیت‌های اولیه
پس از آلبوم اهل العشق که در فوریه سال ۱۹۹۷ منتشر شود، توانست خیلی زود در صدر بهترین خوانندگان عرب جای گیرد. حداد سومین آلبوم موفق خود را هم در سال ۱۹۹۸ با نام أمانیه منتشر کرد، این آلبوم توانست فروش بسیار بالایی را برای حداد به ارمغان بیاورد.

### ۱۹۹۹: شاطر
در تابستان سال ۱۹۹۹ آلبوم پنجم دیانا حداد با نام شاطر که در زبان عربی به معنی باهوش می‌باشد منتشر شد.
آلبوم شاطر بسیار موفق شد و تک‌آهنگ شاطر توانست برای بیشتر از ۴ ماه در لیست محبوبترین آهنگ‌های ۱۷ شبکه رادیویی و تلویزیونی قرار بگیرد. حداد در اکتبر همان سال به اسلام گروید او اینکار را به افتخار مادر مرحومش مونا حداد که در سال ۱۹۹۸ در گذشته بود انجام داد، این تصمیم حداد باعث مخالفت شدید پدر مسیحی او جوزف و دیگر بستگان مسیحی او شد، او در همان سال برای انجام عمره به مکه رفت.

### ۲۰۰۰–۲۰۰۳: بلوغ موسیقایی
گسترش افق حرفه خوانندگی او، آلبوم ششم او با نام جرح الحبیب در تابستان سال ۲۰۰۰ منتشر شد. آلبوم هفتم او در ماه ژوئیه سال ۲۰۰۱ و با نام أخبار حلوه منتشر شد. هشتمین آلبوم او لو یسألونی نام داشت که در سال ۲۰۰۲ منتشر شد.

### ۲۰۰۴–۲۰۰۷: موفقیت‌های متنوع و بین‌المللی
آلبوم دهم حداد با نام دیانا ۲۰۰۶ در ماه مارس ۲۰۰۶ منتشر شد.

### ۲۰۰۸-در حال حاضر
در اواخر سال ۲۰۰۸ حداد اعلام کرد که در حال آماده کردن کاری دو نفره با آلیشا کیز است. اما برای شروع این کار نیم میلیون دلار درخواست شده بود که این مبلغ برای یک تک‌آهنگ بسیار زیاد بود، در عوض دیانا یک کار دونفری دیگری با خواننده کانادایی لبنانی کارل ولف به پایان رساند.

## زندگی شخصی (زندگی، ازدواج، شخصیت، خانواده، دین)
دیانا حداد از شهری در جنوب لبنان با نام مغدوشه می‌آید، اگر چه محل تولد او روستایی کوهستانی با نام بصالیم است. او سومین فرزند در بین ۵ خواهر و برادر است، او یک خواهر با نام لولیتا و سه برادر با نام‌های دنی، فادی و سمیر دارد. حداد در سال ۱۹۹۵ با سهیل عبدل ازدواج کرد، سهیل عبدل اکثر کارهای تصویری حداد را کارگردانی کرده‌است، او یک کارگردان تلویزیونی امارات بود، در حالی که او هنوز بسیار جوان بود اولین فرزندش سوفیا را در تاریخ ۱۹ ژوئیه ۱۹۹۶ به دنیا آورد. دومین دختر او با نام میرا در تاریخ ۲۶ نوامبر سال ۲۰۰۷ به دنیا آمد. در اواخر دهه ۱۹۹۰ و پس از مرگ مادرش، حداد به اسلام گروید و مسلمان شد و پس از آن هم برای انجام عمره به مکه سفر کرد، حداد به ندرت در مورد اعتقادات مذهبی خود صحبت می‌کند اگرچه یک بار در مصاحبه با یک مجله عربی توضیح داد که بعد از مسلمان شدنش چگونه اقوام مسیحی او مخصوصاً پدرش با او مخالفت‌های شدیدی می‌کردند، البته در نهایت به تصمیمش احترام گذاشتند، او تنها فرد مسلمان در بین برادران و خواهرش است. او هم‌اکنون به همراه دو دخترش سوفیا و میرا در دبی زندگی می‌کند. در سال ۲۰۱۰ و در مصاحبه با مازن دیاب از ازدواج و طلاقش صحبت کرد. او گفت که از ازدواجش پشیمان نیست ولی پشیمان است که چرا در سن پایین ازدواج کرده.

## فهرست آلبوم‌ها
| سال  | نام آلبوم                  | آهنگ‌های آلبوم |
| ---- | -------------------------- | --- |
| ۱۹۹۶ | ساکن                       | لاقیتک (میکس خاص)، طیر الیمامة، السهرة، صحوة منام، لاقیتک، ساکن                                                                                             |
| ۱۹۹۷ | عنیدة (أغانی من حفل شتورا) | ساکن، عنیدة، لاقیتک، السهرة، طیر الیمامة، میجنا وعتابة |
| ۱۹۹۷ | أهل العشق                  | بزعل منک، ولفی جفانی، طفح الکیل، یا سامعین الصوت، عنیدة، أهل العشق                                                                                          |
| ۱۹۹۸ | أمانیه                     | أمانیه، یلومونی، نجمة سهرتنا، رحلوا، شیخ الشباب، دلعونا دانا، یا بنتی، غلطتی                                                                                |
| ۱۹۹۹ | یامایا                     | یامایا، من غبت، سیدی، أنا الإنسان، بریة، بشهد لک، سایقین الظعن، إمشی ورا کدبهم                                                                              |
| ۱۹۹۹ | شاطر                       | شاطر، قبل الغرام، الفصول الأربعة، شاطر (موسیقی)، باقیة، سألتک، إنت الجمیل، وینهم                                                                            |
| ۲۰۰۰ | جرح الحبیب                 | مانی مانی، أدلع علیک، لا إنت، بقالی زمان، نور عنیه، مغدوشة، خسرت إیه ؟!، قاسی، جرح الحبیب                                                                   |
| ۲۰۰۱ | أخبار حلوة                 | أخبار حلوة، إللی فی بالی، قلبی للإیجار، إلا حبیبی، رمش عینک، الهوارة، قدرت تنسی، دلّـی، تعالی                                                                |
| ۲۰۰۲ | أحلی أغانی                 | إمشی ورا کدبهم، أمانیه، أهل العشق، لاقیتک، من غبت، یامایا، عنیدة، بریة، غلطتی                                                                               |
| ۲۰۰۲ | لو یسألونی                 | لو یسألونی، کماکم، تقول ما أحبک، لیتنی ما عرفتک، بعد عیونک، شیصیر بالدنیا، تسوی هالعالم، حسبته، یا قلبی ارتاح، أشواق،                                       |
| ۲۰۰۴ | أول مرة                    | حبی لک، ویلی، خلینی ساکتة، آخرتها معاک، أول مرة، زمن قاسی، کنت حاسبک، یاویلک یا ظالم، بلاش، کلمة یا غالی، حفضل أحبک، لو مادخلت براسی، صاحبی                 |
| ۲۰۰۶ | دیانا ۲۰۰۶                 | ماس ولولی، زی السکر، عذاب الهوی، لسه بتسأل (أکذب)، عواید قدیمة، بشویش، عادی، واحلفلی میت یمین، حسافة                                                        |
| ۲۰۰۸ | من دیانا إلی…؟             | شفت اتصالک، شلون أشوفه، تحرق أعصابی، إلعب علی قلبی، عجیبة، یا زعلان، ما یتعبنی، الله یخلیک، لیت القلوب، روح یا صغیر                                         |
| ۲۰۱۱ | بنت أصول                   | بالراحه علیه، ودی حکی، بنت أصول، أسِمع کلامهم، أنت معی، قالت دیانا، توب الفرح، یاحظ قلبی، رجع الشتیِ، یاوقت، آیه رأیک، کید النسا، رجع الشتی (موال)، یشهد الله |
| ۲۰۱۴ | یا بشر                     | یابشر، مدری-من مده، خلیها عالله، مقلب، مثلک حبیبی، زفونی، الأرض غنت -میجانا، بلا روحی، فرحة قلیبی، هلا وأهلین، لعاب، حدیث الحب، حفلة حب، طوافة              |